# أزمة قطاع العقارات الصيني 2020-2022

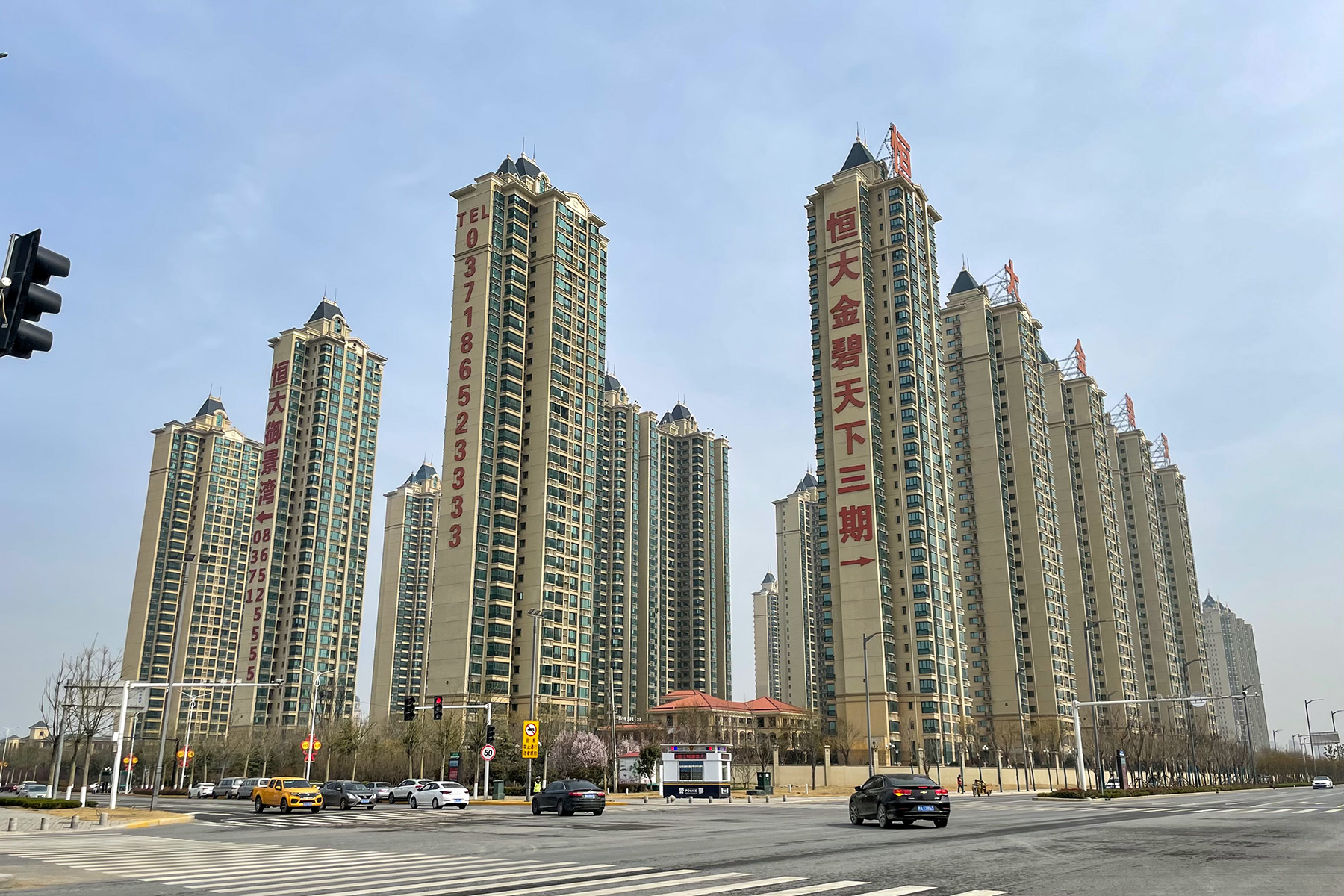
مباني سكنية لإيفرجراند في يوانيانغ: آثار أزمة قطاع العقارات على تطوير المشاريع

أزمة قطاع العقارات الصيني 2020-2022 هي أزمة مالية جارية، نشأت بسبب الصعوبات المالية التي واجهتها مجموعة إيفرغراند وغيرها من مطوري العقارات الصينيين، في أعقاب فرض قوانين صينية جديدة على حدود ديون هذه الشركات.
بعد المشاركة واسعة النطاق عبر شبكة الإنترنت لرسالة من مجموعة إيفرغراند، في أغسطس عام 2021، حذرت فيها حكومة غونغ دونغ أنها معرضة لخطر وقوع أزمة نقدية، تراجعت الأسهم في الشركة، لتؤثر على الأسواق العالمية وتؤدي إلى تباطؤ كبير في الاستثمار الأجنبي في الصين خلال الفترة من أغسطس إلى أكتوبر من عام 2021.
بعد ظهور شائعات عن صعوبات مالية في صيف عام 2021، حاولت الشركة بيع الأصول للحصول على النقود، لكنها لم تنجح. تخلفت الشركة فيما بعد عن سداد العديد من الديون، وخفضت وكالات التصنيف الدولية من تصنيفها. تخلفت الشركة في نهاية المطاف عن سداد سندات خارجية في بداية شهر ديسمبر، بعد انقضاء مهلة سداداها بشهر واحد. أعلنت وكالة فيتش للتصنيف حينئذ أن الشركة في حالة «تقييد بسبب العجز عن السداد».
الشركة مدينة بالأموال للآلاف من مستثمري التجزئة، والمصارف، والموردين والمستثمرين الأجانب. كان لدى مطور العقارات في سبتمبر من عام 2021، نحو 2 تريليون رنمينبي (310 مليار دولار أمريكي) من الالتزامات.

## خلفية

### إستراتيجية إيفرغراند للتنويع الاستثماري
كانت احتياطات إيفرغراند من الأراضي لوحدها كبيرة كفاية لإيواء 10 ملايين شخص في عام 2020. مع ذلك، في السنوات السابقة لأزمة عام 2021، تابعت مجموعة إيفرغراند توسعها بشكل قوي، بما في ذلك مشاريع في المركبات الإلكترونية، والمنتزهات، والطاقة والعديد من القطاعات الأخرى. شملت استثمارات الرفع المالي هذه جزيرة أوشن فلاور، وهو مشروع بمئة مليون ريميني (15 مليار دولار أمريكي) لبناء جزيرة صناعية على الشاطئ الشمالي لهاينان، بالقرب من شبه جزيرة يانغبو في بحر جنوب الصين، وخطط لإنفاق أكثر من 45 مليار ريميني (7 مليارات دولار أمريكي) بين عامي 2019 و2021 في تطوير المركبات الإلكترونية، وملكية نادي غوانزو، أغنى نادي كرة قدم في الصين.

### منتجات إدارة الثروات
ذكرت صحيفة فاينانشال تايمز بتاريخ 21 سبتمبر 2021، أن «مجموعة إيفرغراند استخدمت الاستثمارات المالية للأفراد في قطاع التجزئة لسد ثغرات التمويل». جمعت الشركة مليارات الدولارات من خلال منتجات إدارة الثروات (دبليو إم بّي) واستخدمت الأموال لسد الثغرات في تمويلها ولسداد مستثمرين آخرين في منتجات الثروات. كانت المنتجات المباعة تنطوي على مخاطر عالية، حيث أشار مسؤول تنفيذي مجهول إلى أنها كانت «خطيرة جدًا بالنسبة لمستثمري التجزئة، ولا ينبغي عرضها عليهم». مع ذلك، فقد تم تسويقها على نطاق واسع. على سبيل المثال، فإن مدراء إيفرغراند ضغطوا على المرؤوسين لشراء المنتجات المعلن عنها بعائد سنوي يزيد عن 10%. بلغ إجمالي ديون منتجات إدارة الثروة نحو 40 مليار ريميني في سبتمبر عام 2021.
يستثمر المستثمرون نقودهم في شركات وهمية اعتقدوا خطًا أنها وجدت من أجل تزويد رأس المال المتداول، كنوع من تمويل سلسلة التوريد. أصبح نموذج أعمالهم غير مستدام مع انخفاض مبيعات المنتجات. نُقل عن أحد المسؤولين في مجموعة إيفرغراند قوله إنه «من الممكن اعتقال العديد من الأشخاص بتهمة الاحتيال المالي إذا لم يتم التسديد للمستثمرين. لم تكن منتجاتنا مناسبة للجميع. لكن مندوبي المبيعات على المستوى الشعبي لدينا لم يأخذوا ذلك بعين الاعتبار عند تقديم عروض البيع واستهدفوا الجميع من أجل تحقيق الهدف المطلوب منهم من المبيعات». شملت الشركات الصينية الأخرى التي باعت منتجات إدارة الثروة كل من شركات باونينغ، وكونتري غاردن، وسوناك وكايسا.

### قانون «الخطوط الحمراء الثلاثة» وقوانين صينية أخرى
سنت الحكومة الصينية قاعدة «الخطوط الحمراء الثلاثة» في محاولة منها لضبط قطاع تطوير العقارات المثقل بالديون في عام 2020، بغرض تنظيم الرفع المالي الذي يقوم به المطورون، مما يحد من اقتراضهم بناء على المقاييس التالية: الدين مقابل النقد، الدين مقابل أسهم رأس المال والدين مقابل الأصول. اعتبر العديد من المحللين أن مجموعة إيفرغراند أكبر من أن تفشل. سيكون لانهيار مجموعة ليمان براذرز عواقب كبيرة على الاقتصاد الصيني وعلى العالم بأسره.
أثرت القوانين الجديدة بشكل كبير على إيفرغراند، التي ازدادت رفعها المالي بشكل كبير في السنوات السابقة. تجاوز سعر سهر الشركة معدل نمو مؤشر هانغ سنغ البالغ ثلاثين في المئة، بين فترة إطلاق سوقها للأوراق المالية في عام 2009 وعام 2017، حيث ازداد ثمانية أضعاف. لكنها أصبحت أيضًا المجموعة العقارية الأكثر مديونية في العالم في هذه العملية. نقلت صحيفة فاينانشال تايمز عن مدير وكالة إس آند بّي للتصنيفات العالمية قوله إن المطور «كان لديه رفع مالي كبير، ومن المرجح أن ينتهك جميع حدود الديون المزعومة». أعلنت الشركة في مارس عام 2021 أنها كانت تطمح لتخفيض ديونها بمقدار 150 مليار ريميني (23.3 مليار دولار أمريكي). استمرت إيفرغراند مع ذلك بالتوسع، حيث أطلقت 63 مشروعًا جديدًا في النصف الأول من عام 2021.
سرعت القوانين الحكومية المحلية والمركزية الأخرى، بما فيها قانون حدود إقراض الرهن العقاري، وقانون سقف الإيجارات في المدن الكبيرة، وقانون إلغاء مزادات الأراضي من تباطؤ قطاع العقارات في عام 2021، حيث حاولت السلطات السيطرة على ارتفاع أسعار المساكن.
بحلول 8 أكتوبر، 2021، انتهك 14 مطورًا من أكبر مطوري العقارات في الصين القوانين مرة واحدة على الأقل. انتهك مطور العقارات غوانزو القوانين الثلاثة؛ انتهكت مجموعتا إيفرغراند وغرينلاند قانونين منها؛ وانتهكت كل من مجموعات أويوان وسي في للملكية، وكونتري غاردن، وغرين تاون، وجيانزو زونغنان، ورايز سان، وشاين سان، وسوناك، ومجموعة سان شاين سيتي، ومجموعة زينرو أحد القوانين على الأقل. بلغ مجموع مبيعات مطوري العقارات المذكورين أعلاه في عام 2020 أكثر من 4.34 تريليون ريميني (672 مليار دولار أمريكي).

## 2021

### الأنظمة
في عام 2021 تسببت اللوائح الحكومية المركزية والمحلية الأخرى بما في ذلك حدود الإقراض العقاري والحد الأقصى للإيجارات في المدن الكبرى وإلغاء مزادات الأراضي في تباطؤ قطاع العقارات حيث حاولت السلطات السيطرة على ارتفاع أسعار المنازل.
في عام 2021 منعت اللوائح الجديدة المؤسسات المالية من توفير سيولة جديدة لأدوات التمويل الحكومية المحلية. بعد هذه اللوائح يطلب من الحكومات المحلية جمع الأموال من خلال إصدار السندات وإخضاعها لرقابة أقوى.
بينما أعلنت شركة إيفرغراند في مارس 2021 أنها تتطلع إلى خفض عبء ديونها بمقدار 150 مليار يوان صيني (23.3 مليار دولار أمريكي) إلا أنها كانت لا تزال تتوسع حيث أطلقت 63 مشروعا جديدا في النصف الأول من عام 2021. بحلول 8 أكتوبر 2021 كان 14 من أكبر 30 مطورا في الصين قد انتهكوا لوائح الخطوط الثلاثة مرة واحدة على الأقل. انتهكت شركة قوانغتشو آر أند إف جميع اللوائح الثلاثة بينما انتهكت شركة إيفرغراند وغرين لاند القابضة لائحتين بينما أويوان وسيفي القابضة وكانتري غاردن وغرين تاون وجيانغسو تشونغنان ورايز صن وسيزن القابضة وشين صن القابضة وسوناك ومجموعة صن شايز ومجموعة تشينرو انتهكت إحدى اللوائح. حقق المطورون المذكورون إجمالي مبيعات في عام 2020 تزيد عن 4.34 تريليون يوان صيني (672 مليار دولار أمريكي).

### التعرض الغربي لإيفرغراند
في عام 2021 قدر أن لدى إيفرجراند 19 مليار دولار من الالتزامات الخارجية. كان لدى الشركات الأمريكية والأوروبية تعرض كبير لشركة إيفرجراند من خلال حيازتها لسندات الشركات. وكانت مجموعة أشمور المتخصصة في الأسواق الناشئة تمتلك أكثر من 400 مليون دولار في نهاية يونيو في حين امتلك بنك يو بي إس أكثر من 300 مليون دولار. كان لدى شركة بلاك روك إجمالي تعرض قدره 400 مليون دولار في جميع صناديقها مع حصول أحد صناديقها ذات العائد المرتفع على سندات إضافية بقيمة 18 مليون دولار في أغسطس. كان لدى شركات أخرى تعرضات أقل حيث وصل بنك إتش إس بي سي إلى ذروة تعرض بقيمة 31 مليون دولار.

### التخلف الوشيك عن إيفرجراند

#### تخفيض التصنيف الائتماني
في 22 يونيو 2021 خفضت وكالة فيتش التصنيف الائتماني لإيفرجراند من B+ إلى B وخفضته أيضا إلى CCC+ في 28 يوليو. وفقا للشركة يعكس التخفيض الأولي "الضغط المستمر على إيفرجراند لتقليص حجم أعمالها وتقليل إجمالي الديون" الإجراء الأخير بسبب "تناقص هامش الأمان لشركة إيفرجراند في الحفاظ على السيولة".
في 3 أغسطس 2021 خفضت وكالة موديز تصنيف إيفرجراند من B2 إلى Caa1. في 5 أغسطس خفضت وكالة ستاندرد آند بورز للتصنيفات العالمية تصنيف إيفرجراند والشركات التابعة لها من B− إلى CCC وهي خطوتين على مقياسها مما يؤهلها على أنها تتمتع بجدارة ائتمانية شديدة المضاربة. في 7 سبتمبر خفضت وكالة فيتش تصنيف إيفرجراند بشكل أكبر من CCC+ إلى CC.

#### خطاب أغسطس
في الأسبوع الأخير من أغسطس 2021 تم تداول الرسالة على نطاق واسع عبر الإنترنت. وفي الرسالة أبلغ إيفرجراند حكومة مقاطعة غوانغدونغ أن أموالهم على وشك النفاد. في البداية ادعت الشركة أن الرسالة ملفقة. ندد إيفرجراند بالرسالة ووصفها بأنها "تشهير محض" وأصدر عددا من الإعلانات العامة لتقليل مخاوف المستثمرين والجمهور.
في بيان بتاريخ 31 أغسطس 2021 حذرت إيفرجراند من أنها ستتخلف عن سداد ديونها إذا فشلت في جمع أموال كافية لتغطيتها. في ذلك الوقت كان إيفرجراند هو المطور العقاري الأكثر مديونية في الصين وكان عليه دفع العديد من مدفوعات السندات الكبيرة في المستقبل المنظور. في 31 أغسطس قدم إيفرجراند طلبا للحماية من الإفلاس في الولايات المتحدة.

#### ردود الحكومة الصينية
في 22 سبتمبر 2021 سيطرت حكومتا زوهاي ومنطقة نانشان في شنتشن على إيرادات مبيعات عقارات إيفرجراند في حساب وصاية تسيطر عليه الدولة لحماية مشتري المنازل ومواصلة بناء تطورات الشركة. وحذت حذوها العديد من المقاطعات حيث قام المطور بتعليق مئات المشاريع.
في أكتوبر 2021 ذكرت صحيفة وول ستريت جورنال أن الحكومة المركزية كانت تخطط لتطبيق ضريبة عقارية على مستوى البلاد لمعالجة المضاربة العقارية. ومع ذلك فقد ذكر التقرير بالتفصيل مقاومة واسعة النطاق داخل الحزب الشيوعي الصيني مما أدى إلى اقتراح بديل لتوفير الإسكان المملوك للدولة. في 23 أكتوبر تم الإعلان عن تجربة لمدة خمس سنوات للضريبة المقترحة لمناطق مختارة ذات أسعار العقارات المرتفعة على الأرجح شنتشن وهانغتشو وهاينان.

#### المدفوعات المفقودة في سبتمبر
في 24 سبتمبر 2021 تخلفت إيفرجراند عن مدفوعات السندات الخارجية التي بلغ مجموعها 83.5 مليون دولار أمريكي. في حين كان أمام الشركة 30 يوما لتجنب التخلف عن سداد الديون شعر المحللون أنه من غير المرجح أن تتمكن من القيام بذلك. في 12 أكتوبر تخلفت شركة إيفرجراند عن سداد مدفوعات ثلاثة سندات خارجية بلغ مجموعها 148 مليون دولار أمريكي. بحلول هذا التاريخ كان المطور قد فوت خمس دفعات من السندات خلال الأزمة. في 20 أكتوبر دفع إيفرجراند ما قيمته 83.5 مليون دولار أمريكي من الفوائد لتجنب التخلف عن سداد سندات 24 سبتمبر.

#### محاولة شركة إيفرجراند بيع الأصول
من أجل زيادة رأس المال بدأت المجموعة ببيع بعض أصولها. في 29 سبتمبر 2021 باعت الشركة حصة 20% في بنك شينغجينغ واحتفظت بـ 15% وجمعت 10 مليارات يوان صيني (1.5 مليار دولار أمريكي). في 4 أكتوبر 2021 ذكرت صحيفة كايلان بريس أن شركة هوبسون للتطوير المنافسة كانت على وشك شراء حصة 51% في شركة خدمات إيفرجراند العقارية التابعة لها مقابل حوالي 5 مليارات دولار أمريكي. في نفس اليوم جمدت شركة إيفرجراند أسهمها في بورصة هونغ كونغ مشيرة إلى "عرض عام محتمل" في المستقبل القريب ولكن حتى 20 أكتوبر لم تقم بإلغاء تجميدها ولم تصدر إعلانات حول العرض.
في 20 أكتوبر أعلنوا عن فشل الصفقة وتقدموا بطلب لإعادة فتح التداول على أسهمها. باستثناء حصة في بنك إقليمي اعتبارا من ذلك التاريخ "لم يكن هناك أي تقدم ملموس في بيع أصول المجموعة" وفقا لما ذكره إيفرجراند. ردا على ذلك انخفضت الأسهم بنسبة 13.6%.

### العدوى المالية
قام حاملو السندات في الخارج بتعيين شركة كيركلاند آند إليس وشركة مويليس آند كومباني لتقديم المشورة لهم قبل إعادة الهيكلة المحتملة في سبتمبر. في الأسبوع الثاني من أكتوبر 2021 أبلغوا حملة السندات أنهم يتوقعون أن يكون تخلف إيفرجراند عن السداد "وشيكا" وأن الشركة فشلت في التعامل معهم "بشكل هادف".
في 28 سبتمبر 2021 أعادت شركة سوناك شراء 34 مليون دولار من سنداتها ورفضت طلب المساعدة الحكومية. ظهرت رسالة ادعى المطور أنها مجرد مسودة على الإنترنت تجادل بأن اللوائح الأخيرة في شاوكسينج تهدف إلى التحكم في أسعار العقارات مما جعل المشروع المحلي غير قادر على تحقيق التعادل.
في 5 أكتوبر 2021 تخلفت شركة التطوير فانتازيا القابضة عن سداد سندات بقيمة 206 مليون دولار أمريكي كانت مستحقة في اليوم السابق مما أدى إلى التخلف عن السداد. قبل أسابيع فقط أكد المطور للمستثمرين أنه ليس لديه "مشكلة سيولة".
في 7 أكتوبر 2021 أعلنت شركة تشاينا إستيتس القابضة أنها ستتحول إلى شركة خاصة لتجنب انتقال العدوى من تخلف إيفرجراند المحتمل عن السداد.
في 11 أكتوبر 2021 حذر المطور مجموعة سينيك القابضة من أنه من غير المرجح أن يكون قادرا على سداد سندات بقيمة 250 مليون دولار أمريكي مستحقة في 18 أكتوبر 2021. وفي وقت الإعلان كان لدى سينيك 694 مليون دولار أمريكي من السندات الدولارية المستحقة.
في أسبوع 11 أكتوبر 2021 حاولت شركة موديرن لاند تمديد تاريخ الاستحقاق سندات بقيمة 250 مليون دولار أمريكي يوم الاثنين وانخفضت أسعار سندات سوناك وقوانغتشو آر آند إف بشكل حاد.
في 15 أكتوبر علقت الحكومة الصينية لأول مرة على وضع إيفرجراند وألقت باللوم على الشركة في مشاكلها وقالت إن العدوى المالية يمكن السيطرة عليها.
في 19 أكتوبر 2021 تخلفت سينيك عن سداد سندات بقيمة 246 مليون دولار أمريكي. وفي اليوم نفسه أظهرت الأرقام الرسمية أن الناتج العقاري في الصين انخفض بنسبة 1.6% في الربع الثالث على أساس سنوي وهي المرة الأولى التي يكون فيها سلبيا منذ بداية الوباء.
في 20 أكتوبر 2021 نشر المكتب الوطني الصيني للإحصاء الصيني بيانات تشير إلى انخفاض أسعار المنازل على أساس شهري للمرة الأولى منذ أبريل 2015 حيث انخفضت في أكثر من نصف المدن التي شملتها الدراسة.
بالإضافة إلى ذلك تأثرت بنوك الظل الصينية مثل سيتشوان تراست بشكل كبير بأزمة القطاع العقاري بسبب الإفراط في الإقراض وقمع اللوائح.

### تخلف إيفرجراند
في نوفمبر أفيد أن الحكومة الصينية كانت تعمل خلف أبواب مغلقة لإعادة هيكلة إيفرجراند من أجل حل الأزمة.
في 10 نوفمبر 2021 تخلف إيفرجراند عن سداد ثلاثة سندات إضافية بعد أن فاته فترة السماح لمدفوعات الفائدة ولكن ورد أنه استوفى المدفوعات بعد الموعد النهائي.
في 19 نوفمبر 2021 أعلن أن مؤشر هانج سينج للشركات الصينية في هونج كونج قام بشطب مجموعة إيفرجراند من القائمة. عادة لا يتم تقديم أسباب شطب الشركات من خلال المؤشر. من المحتمل أن يكون أي شطب بسبب الأداء الضعيف للشركة منذ بدء الأزمة.
في 7 ديسمبر 2021 أفيد أن إيفرجراند قد فات لأول مرة الموعد النهائي لدفع الفائدة على سندات الدولار الأمريكي في نهاية فترة سماح مدتها 30 يوما مع عدم وجود علامة على الدفع. وبعد يوم واحد تم تعليق التداول في أسهم شركة التطوير العقاري الصينية المحاصرة بالمثل مجموعة كايسا القابضة بعد أن قال مصدر مجهول إن كايسا ربما لن تفي بالموعد النهائي لسداد ديون خارجية بقيمة 400 مليون دولار. في أوائل ديسمبر 2021 كانت كايسا ثاني أكبر حامل للديون الخارجية (بعد إيفرجراند) بين المطورين.
قامت وكالة التصنيف فيتش بتخفيض تصنيف مجموعة إيفرجراند وكايسا في 9 ديسمبر 2021 من "C" إلى "RD" وبذلك أعلنت أن كلا المجموعتين تخلفتا عن سداد السندات الخارجية. وأرفقت وكالة فيتش ما يسمى بالحالة "الافتراضية المقيدة" بهذا التخفيض. لم يعلن أي من المطورين رسميا عن حالات التخلف عن السداد التي قد تؤدي إلى عمليات إعادة جدولة الديون. في 10 ديسمبر 2021 باع طرف ثالث قسرا حوالي 3.4% من الأسهم الشخصية لرئيس مجلس الإدارة هوي كا يان في أسهم إيفرجراند لفرض "مصلحة ضمانية" (تم التعهد بالأسهم). في 17 ديسمبر 2021 أعلنت وكالة التصنيف الائتماني ستاندرد آند بورز جلوبال أن إيفرجراند في "تخلف انتقائي" فيما يتعلق بمدفوعات السندات المستحقة بالدولار الأمريكي.

#### إشعار الهدم
في 27 ديسمبر 2021 أصدرت الحكومة الشعبية في دانتشو إشعارا يطلب من إيفرجراند هدم 39 مبنى في مشروع جزيرة أوشن فلاور أو جزيرة هايهوا الذي يقع قبالة ساحل مدينة دانتشو بهاينان. وذكرت الحكومة أن هذه المباني بنيت بشكل غير قانوني. بمساحة مخططة تبلغ 8 كيلومترات مربعة واستثمارات تبلغ حوالي 81 مليار يوان كانت جزيرة هايهوا ستصبح أكبر جزيرة اصطناعية في العالم. كان أيضا المشروع العقاري الأكثر تأثيرا في إيفرجراند قبل الأزمة المالية. أدى الأمر إلى تقويض ثقة السوق في اقتراح بكين بالسماح لإيفرجراند ببيع أصولها لسداد ديونها.

## 2022
تم إيقاف تداول أسهم إيفرجراند في 3 يناير 2022. في ملف تم تقديمه في اليوم التالي التزمت إيفرجراند بالتداول مرة أخرى في المستقبل لكنها أشارت إلى أن مبيعاتها لعام 2021 بلغت 43.02 مليار يوان (70 مليار دولار) بانخفاض 39٪ عن عام 2020.
مع تزايد القلق بشأن حالة الاقتصاد الصيني واعتماده على القروض خفضت البنوك الصينية نشاط الإقراض التقليدي وشراء أدوات مالية منخفضة المخاطر لتلبية حصص الإقراض التي تفرضها الحكومة. في 20 فبراير 2022 أفاد العديد من مقاولي إيفرجراند أنه تم تجميد أصول تزيد قيمتها عن 150 مليون دولار أمريكي بناء على أوامر من المحاكم الصينية.
في 23 فبراير 2022 صرح ماركو ميتزلر أنه لم يعد من الممكن إعادة هيكلة إيفرجراند بنجاح بناء على تحليل أجرته وكالة التصنيف فيتش. في هذا التحليل فإن تصفية الشركة لن تعيد سوى ما بين 0% و10% من رأس المال إلى الدائنين. كان ميتزلر رئيسا لشركة إف إم بي سي للاستشارات الذي قدم المشورة لدائني إيفرجراند بشأن إجراءات الإعسار المحتملة فيما يتعلق بشركة إيفرجراند التابعة لجزر كايمان.
في 15 مارس 2022 انخفض سعر سهم إيفرجراند إلى أدنى مستوى جديد على الإطلاق عند 1.16 دولار هونج كونج (0.15 دولار أمريكي) بانخفاض عن أعلى مستوى له يزيد عن 31 دولار هونج كونج في أكتوبر 2017.
في 17 مارس 2022، تم تخفيض تصنيف أسهم شركة سوناك ثالث أكبر مطور عقاري في الصين من حيث المبيعات إلى التصنيف الائتماني B− من قبل وكالة التصنيف S&P بسبب المخاوف من أن الشركة قد لا تكون قادرة على سداد أقساط ديونها الكبيرة جدا التي تبلغ حوالي 4 مليارات دولار أمريكي لعام 2022. وقامت وكالة التصنيف بتعديل وضع السيولة للشركة من "أقل من الكافي" إلى "ضعيف".
في 22 مارس 2022 قالت إيفرجراند إنها ستؤجل إصدار نتائجها المالية لعام 2021 بسبب "أعمال التدقيق المستمرة". في ذلك الأسبوع استولت البنوك على حوالي 13.4 مليار يوان (2.11 مليار دولار أمريكي) من الودائع من وحدة الخدمات العقارية التابعة لها مجموعة خدمات إيفرجراند العقارية لأنه تم التعهد بالأموال كضمان لضمانات طرف ثالث.
وعد إيفرجراند لكنه فشل في تقديم خطة أولية لإعادة هيكلة الديون بحلول 31 يوليو 2022. وبدلا من ذلك قدمت الشركة تفاصيل حول "مبادئ إعادة الهيكلة الأولية" لديونها الخارجية. وأضاف إيفرجراند أنه يهدف إلى "خطة محددة لإعادة الهيكلة الخارجية خلال عام 2022". في 2 سبتمبر 2022 أعاد قاضي المحكمة العليا في هونغ كونغ جدولة الإجراءات القانونية لتصفية مجموعة تشاينا إيفرجراند إلى 7 نوفمبر 2022 من أجل منح الشركة الوقت لصياغة خطة إعادة الهيكلة.
بدأ مشتري المنازل الصينيون بمقاطعة مدفوعات الرهن العقاري في منتصف عام 2022. وأظهرت بيانات من موقع "وي نيد هوم" أن مشتري المنازل كانوا يقاطعون مدفوعات 343 مشروعا في منتصف سبتمبر 2022. وكانت هذه زيادة من 318 مشروعا في أوائل يوليو.

## 2023
في أوائل عام 2023 بدأت الحكومة في تخفيف نهجها تجاه الخطوط الحمراء الثلاثة في محاولة لزيادة ثقة السوق.

### خلفية عن سوق العقارات الصينية
ظلت مبيعات العقارات بطيئة حتى عام 2023. ووفقا لأحد كبار الاقتصاديين تباطأت المبيعات بسبب الحد الأدنى لأسعار العقارات الذي فرضته الحكومة لمنع المطورين من خفض الأسعار. ومع ذلك في الوقت نفسه كانت الحكومة تناقش اقتراحا لفرض ضريبة على الممتلكات والتي لديها القدرة على حل مشاكل ديون الحكومات المحلية ولكنها يمكن أن تقلل من قيمة الأراضي بنسبة 50٪. في أبريل أكملت الحكومة نظاما موحدا لضريبة التصرفات العقارية مما سيمكن من تطبيق ضريبة الأملاك.
بحلول يونيو كانت هناك تقارير تفيد بأن مطوري العقارات كانوا يستخدمون حوافز مثل السيارات والهواتف المحمولة لترويج مبيعات الشقق. عرض هوافا تيانفو وهو مطور في هانغتشو ما يصل إلى 1 كجم من الذهب كمكافأة لشراء شقة (450 ألف يوان حوالي 18٪ من قيمة الشقة).
انخفضت مبيعات أكبر 100 مطور في البر الرئيسي للصين بنحو 33 في المائة على أساس سنوي في يوليو 2023 وفقا لشركة الاستشارات العقارية الصينية سريك. وفقا للمحللين فإن ارتفاع معدل التخلف عن السداد من قبل "بنوك الظل" (كما تعرف أيضا الشركات الائتمانية) ذات العلاقات القوية مع قطاع العقارات الصيني من شأنه أن يزيد الضغط على قطاع العقارات في الصين. قدرت بلومبرج إيكونوميكس أن تعرض قطاع الائتمان للعقارات كان حوالي 10% من إجمالي الأصول.
في أغسطس 2023 قدر أن هناك ما بين 60 إلى 80 مليون شقة فارغة في الصين. بالإشارة إلى العقارات التي قامت شركة إيفرجراند بتسويقها رأت آن ستيفنسون يانغ من جاي كابيتال للأبحاث في صيف 2023 أن العديد من هذه العقارات في الماضي "تم بيعها كاستثمار مضارب ولم يتم بيعها كمكان للعيش فيه لذلك من الواضح أن لعبة الثقة لن تنجح إلا طالما استمر الناس في الشراء".

### إفلاس إيفرجراند واعتقال رئيسها
في 17 يوليو 2023 أعلنت إيفرجراند أنها حققت خسارة صافية تعزى إلى المساهمين بقيمة 476 مليار يوان (66.3 مليار دولار أمريكي) لعام 2021 و105.9 مليار يوان (14.7 مليار دولار أمريكي) لعام 2022. ذكرت المجموعة أن إجمالي التزاماتها في 31 ديسمبر 2022 بلغ 2.43 تريليون يوان (حوالي 340 مليار دولار أمريكي) ارتفاعا من 2 تريليون يوان في سبتمبر 2021. وكان من المقرر عقد جلسات المحكمة بشأن إعادة هيكلة ديون المجموعة في يوليو 2023 في هونغ كونغ ومنطقة البحر الكاريبي.
في محكمة نيويورك في 18 أغسطس 2023 تقدمت إيفرجراند بطلب الحماية من الإفلاس بموجب الفصل 15 من قانون الإفلاس الأمريكي الذي يحمي أصولها الأمريكية أثناء محاولتها التوصل إلى صفقة إعادة الهيكلة. في 28 أغسطس 2023 انخفض سهم إيفرجراند في هونغ كونغ مع استئناف التداول بعد تعليق دام 17 شهرا حيث انخفض بنسبة 79 في المائة إلى 35 سنت هونج كونج مقابل سعر ما قبل التعليق البالغ 1.65 دولار هونج كونج في 21 مارس 2022. كان سعر السهم القياسي في أكتوبر 2017 أكثر من 31 دولارا هونج كونج.
تم وضع هوي كا يان رئيس مجلس الإدارة وأمين الحزب الشيوعي لمجموعة إيفرجراند تحت "إجراءات إلزامية" (نوع من الاحتجاز من قبل السلطات) للاشتباه في قيامه بأنشطة غير قانونية في 28 سبتمبر 2023. ذكرت صحيفة وول ستريت جورنال أنه يشتبه في قيامه بنقل الأصول إلى الخارج بينما لا يزال من غير الواضح ما إذا كان المطور العقاري المثقل بالديون سيكون قادرا على إكمال جميع مشاريعه غير المكتملة. كما تم القبض على العديد من الشخصيات المهمة من إيفرجراند في الأيام السابقة.
في 4 ديسمبر 2023 منحت محكمة هونج كونج مجموعة إيفرجراند مهلة أخرى عن طريق تأجيل جلسة الاستماع حتى 29 يناير 2024 مما أتاح للشركة مزيدا من الوقت لإعادة هيكلة ديونها. في 29 أكتوبر 2023 في التأجيل السابق قالت قاضية المحكمة العليا في هونغ كونغ ليندا تشان في الأصل إن جلسة الاستماع في ديسمبر ستكون الأخيرة قبل اتخاذ قرار بشأن تصفية إيفرجراند في غياب خطة إعادة هيكلة "ملموسة". ومع ذلك تقدم إيفرجراند بطلب التأجيل في 4 ديسمبر وهو الأمر الذي لم يعارضه محامي مقدم الالتماس بشكل غير متوقع.

### كانتري غاردن
في أغسطس 2023 حذرت شركة كانتري جاردن القابضة من خسارة صافية كبيرة للأشهر الستة الأولى من عام 2023 بسبب انخفاض قيمة المشاريع العقارية وتراجع هوامش الربح. كانت كانتري جاردن أكبر مطور للعقارات الخاصة في الصين. وكان من المتوقع أن تتراوح خسائرها بين 45 مليار يوان (6.25 مليار دولار أمريكي) إلى 55 مليار يوان بعد أرباح صافية بلغت حوالي 1.91 مليار يوان في نفس الفترة من عام 2022. انخفضت أسهم الشركة بنسبة تصل إلى 14.4 في المائة لتصل إلى مستوى قياسي منخفض في اليوم التالي للتحذير من الأرباح وأغلقت تحت 1 دولار هونغ كونغ للمرة الأولى. انخفض سهمها بنسبة 30% في الأسبوع التالي. بلغت الخسارة الفعلية للنصف الأول من العام المعلن عنها في 30 أغسطس 2023 48.9 مليار يوان (6.7 مليار دولار أمريكي).
في 15 أغسطس سعت شركة كانتري جاردن إلى تأخير سداد أحد السندات الداخلية الخاصة وعلقت تداول 11 سندا محليا آخر مما جعل بعض المحللين يعتقدون أن الشركة كانت تستعد لإعادة هيكلة الديون.
بحلول نهاية أغسطس 2023 شهدت يانغ هويان أكبر مساهم في شركة كانتري جاردن وأغنى امرأة في الصين قبل عامين انخفاض ثروتها الشخصية بنسبة 84% أي حوالي 28.6 مليار دولار أمريكي.
في 30 أغسطس حذرت شركة كانتري جاردن من أنها كانت على "حافة" التخلف عن السداد في تقديم طلب إلى بورصة هونج كونج وفقا لصحيفة واشنطن بوست لأنها "فشلت في فهم مخاطر الركود العقاري المستمر والاستجابة لها وعلى الأخص في المدن الصغيرة التي تعد موطنا لمعظم مشاريعها". أشارت صحيفة الغارديان إلى أنه إذا كانت كانتري جاردن إذا لم تلتزم بالموعد النهائي لدفع السندات في بداية سبتمبر 2023 فإنها ستصبح أكبر شركة عقارية صينية تتخلف عن السداد منذ تخلف إيفرجراند عن السداد في عام 2021.
على الرغم من أن كانتري جاردن كانت قادرة على سداد مدفوعات سنداتها في بداية سبتمبر 2023 إلا أنه في 10 أكتوبر 2023 ذكرت الشركة أنها فشلت في دفع مبلغ 470 مليون دولار هونج كونج (60 مليون دولار أمريكي) عند استحقاقها. وأضافت الشركة أنها لا تتوقع أن تكون قادرة على الوفاء بجميع التزاماتها المتعلقة بالدفع الخارجي بما في ذلك ما يتعلق بالسندات المقومة بالدولار. وانخفضت أسهم كانتري جاردن بأكثر من عشرة في المائة لتصل إلى 0.75 دولار هونج كونج في يوم صدور البيان. وبلغ سعر إحدى سنداتها بالدولار الأمريكي حوالي 7 سنتات للدولار في اليوم وفقا لبيانات بلومبرج. أظهرت إيداعات الشركة أنه في الأشهر الاثني عشر التي سبقت سبتمبر 2023 انخفضت المبيعات الشهرية المتعاقد عليها والمقاسة بمليارات اليوان من حوالي 33 مليار إلى 6 مليارات يوان. في أكتوبر وصفت جريدة جنوب الصين الصباحية هذا الانخفاض الحاد بأنه "أزمة ثقة" حرمت كانتري جاردن من "مصدر حاسم للتدفق النقدي".

### تشونغجي وتشونغ رونغ
نشأت قضايا مماثلة في مجموعة تشونغجي التجارية وهي واحدة من أكبر شركات إدارة الثروات الخاصة في الصين حيث تدير أصولا تزيد قيمتها على 137 مليار دولار أمريكي. وفي منتصف أغسطس 2023 علقت المدفوعات على جميع منتجاتها تقريبا على الرغم من أنه لم يكن من الواضح عدد المنتجات التي تخلفت شركة تشونغجي عن سدادها. استأجرت الشركة شركة كيه بي إم جي لمراجعة ميزانيتها العمومية حيث شكلت هيئة الرقابة المصرفية الصينية فريق عمل لفحص المخاطر.
اعتبارا من عام 2023 كانت شركة تشونغ رونغ الدولية للثقة وهي شركة الظل المصرفية في الصين تاسع أكبر شركة ائتمانية في الصين مع حوالي 600 مليار يوان من الأصول الخاضعة للإدارة وكانت مملوكة جزئيا لشركة تشونغجي. في 14 أغسطس 2023 حذرت التقارير من زيادة خطر العدوى لأن شركة تشونغ رونغ تخلفت عن التزاماتها بسداد بعض المنتجات الاستثمارية. قالت شركتان صينيتان إن شركة تشونغ رونغ لم تدفع لهما في الوقت المناسب مقابل استحقاق الاستثمارات.
في 22 نوفمبر 2023 حذرت مجموعة تشونغجي التجارية المستثمرين من أنها غير قادرة على سداد ديونها وذكرت شركة إدارة الثروات أن إجمالي التزاماتها كان على الأقل 420 مليار يوان (59 مليار دولار أمريكي) مع عجز يصل إلى 260 مليار يوان (36.5 مليار دولار أمريكي) مقارنة بإجمالي أصولها الملموسة. وفقا لجريدة جنوب الصين الصباحية أطلق هذا البيان "أجراس الإنذار" في قطاع الثقة الذي استثمر جزءا كبيرا من أموال المستثمرين في المشاريع العقارية.

### شركات أخرى
في 14 أغسطس أعلنت شركة التطوير المدعومة من الدولة سينو-أوشن أنها فقدت ما يقرب من 21 مليون دولار أمريكي من مدفوعات الفائدة.

## 2024

### إيفرجراند
في 29 يناير أُمرت شركة إيفرجراند بالتصفية عندما وجدت محكمة مقرها هونج كونج أنه ليس لديها خطة إعادة هيكلة قابلة للتطبيق. تم إيقاف التداول للأسهم في إيفرجراند الصين ومجموعة مركبات الطاقة الجديدة في الصين إيفرجراند وإيفرجراند للخدمات العقارية. عند توقف التداول في 29 يناير انخفض سعر سهم مجموعة إيفرجراند الصين إلى مستوى قياسي منخفض بلغ 0.16 دولار هونج كونج (0.02 دولار أمريكي).
ومع ذلك جاء قرار محكمة هونج كونج في نفس اليوم الذي دخلت فيه مذكرة التفاهم بين هونج كونج وبكين بشأن التنفيذ المتبادل للأحكام في القضايا المدنية حيز التنفيذ. تنص مذكرة التفاهم هذه على أنه يمكن رفض التنفيذ عبر الحدود إذا بدأت الإجراءات القانونية في هونغ كونغ قبل أن تنظر محكمة البر الرئيسي الصيني في القضية أو إذا لم يُمنح المدعى عليه فرصة معقولة للدفاع.
وفقا لتقرير صادر عن مجلة فورتشن الأمريكية تم تداول سندات إيفرجراند بنسبة واحد بالمائة من قيمتها الاسمية في فبراير 2024. وذكر التقرير أن هذا يمكن أن يكون بمثابة تحذير للمستثمرين العالميين في شركات العقارات الصينية الأخرى على سبيل المثال. كانتري جاردن هولدينغز: "ربما لم يقدر المستثمرون بشكل كامل مخاطر تدخل الدولة. ونقل عن ديفيد كنوتسون رئيس المائدة المستديرة الائتمانية قوله إن تقسيم الخسائر بين الدائنين المحليين والدائنين الأجانب سيكون أمرا سياسيا".
صرحت شركة إيفرجراند في 19 مارس 2024 أن لجنة تنظيم الأوراق المالية الصينية وجدت أن الشركة بالغت في تقدير إيراداتها في عام 2019 بمقدار 214 مليار يوان (حوالي 30 مليار دولار) أو حوالي النصف وفي عام 2020 كانت إيراداتها مبالغا فيها بنسبة 80% تقريبا أو 350 مليار يوان (48.6 مليار دولار). كما اشتبهت لجنة تنظيم الأوراق المالية الصينية في حدوث مشكلات تتعلق بالسندات التي أصدرتها شركة إيفرجراند. وفرضت الهيئة التنظيمية غرامة على شركة إيفرجراند بقيمة 4.2 مليار يوان (333 مليون دولار) بتهمة تزوير إيراداتها من بين انتهاكات أخرى.

### كانتري جاردن
قدمت شركة إيف كريديت وهي وحدة مملوكة بالكامل لشركة كينغ بورد القابضة ومقرها هونج كونج التماسا للتصفية ضد كانتري جاردن في نهاية فبراير بسبب عدم سداد قرض تبلغ قيمته حوالي 204 ملايين دولار أمريكي. ومن المقرر عقد جلسة المحكمة في 17 مايو 2024. في بداية شهر مارس تخلفت شركة كانتري جاردن عن سداد 96 مليون يوان مستحقة لحملة السندات الصينية المحلية ومع ذلك كانت للمذكرة فترة سماح مدتها 30 يوما.

### فانكي
عرضت فانكي إحدى أكبر الشركات العقارية في الصين 19000 متر مربع من الأراضي للبيع في 18 مايو 2024 بخصم 29٪ (900 مليون يوان أو 125 مليون دولار أمريكي) على السعر الذي دفعته في عام 2017. وكان الهدف من البيع تمكين المطور العقاري من سداد ديونه. وأضافت الصحيفة أيضا أن مشاكل الشركة كانت مختلفة عن تلك التي يواجهها المطورون المتعثرون مثل إيفرجراند أو كانتري جاردن. كانت شركة مترو شنتشن وهي شركة مملوكة للدولة تمتلك حوالي ربع أسهم فانكي في ذلك الوقت مما أتاح لفانكي وصولا جيدا إلى أموال الدولة. تم أيضا إدراج فانكي في القائمة الحكومية للمطورين "ذوي الجودة العالية" في عام 2023.
تكبدت شركة فانكي خسارة قدرها 1.7 مليار يوان في الربع الأول من عام 2024. وانخفضت مبيعاتها بنسبة 43% على أساس سنوي. كانت الشركة مدينة بمبلغ 320 مليار يوان (44 مليار دولار أمريكي) في مايو 2024 مع ما يقرب من 10٪ من هذا الدين مستحق السداد في عام 2025.